# Тюрин, Филипп Петрович
Фили́пп Петро́вич Тю́рин (1910, деревня Сумерки, Рязанская губерния, Российская империя — 4 мая 1947, Ленинград, РСФСР, СССР) — советский серийный убийца, орудовал в 1945—1946 годах в Ленинграде. По версии следствия, в этот период Тюрин совершил убийство 14 человек, однако сам маньяк заявлял о 29 совершённых им убийствах.

## Биография
Филипп Тюрин родился в деревне Сумерки, в крестьянской семье. В детстве помогал родителям по хозяйству, позже работал в колхозе. 
Участник Великой Отечественной войны, после тяжёлого ранения был комиссован из рядов вооружённых сил, проходил лечение в одном из военных госпиталей Ленинграда. После войны он решил остаться жить в городе. В апреле 1945 года Тюрин устроился на работу извозчиком при столовой завода «Большевик». Ему была выделена комната в бараке. Именно там он прожил до момента своего ареста полтора года, и именно там, по версии следствия, совершил все убийства. В распоряжении Тюрина также находилась подвода с лошадью, что позволяло ему в тёмное время суток беспрепятственно вывозить тела убитых.
Первое убийство маньяк совершил в апреле 1945 года. Все убийства Тюрин, как рассказывал он сам, совершал по одному и тому же сценарию — на Предтеченском и Смоленском рынках Ленинграда он выслеживал людей с большими суммами денег или ценными вещами на обмен, предлагал купить картофель по сниженной цене, после чего увозил в свой барак. В бараке он предлагал жертве влезть в погреб и самолично набрать картошки. Когда покупатель начинал спускаться по лестнице, Тюрин бил его по голове тупым предметом — молотком, трубой или топором. Тем не менее, данная версия вызывает большие сомнения, так как экспертиза показала, что следы человеческой крови в бараке отсутствуют, вероятно, что на самом деле Тюрин совершал все убийства вне барака, причём предварительно советовал своим жертвам снять с себя одежду, «чтобы не запачкаться».
По признанию Тюрина, в период с апреля 1945 года по декабрь 1946 года, им было совершено 29 убийств. К телам убитых Тюрин привязывал тяжёлый груз и топил их  в Уткиной Заводи, возможно, именно поэтому они и не были обнаружены. В декабре 1946 года неподалёку от барака, где жил убийца, были обнаружены тела двух его жертв. Были проверены окрестные жилые постройки, и в комнате Тюрина обнаружили следы крови, которые впоследствии оказались следами крови животных, но извозчиком заинтересовались правоохранительные органы. В то время Тюрин уехал на родину, в Рязанскую область, причём, по показаниям его соседей, его багажом были 11 чемоданов.
27 января 1947 года вернувшегося в Ленинград Тюрина арестовали и допросили. В доме Тюрина оказались личные вещи убитых — восемь наручных часов и три патефона. На первых допросах он отказывался давать показания, но вскоре заговорил. Во время следственных экспериментов были найдены тела 13 жертв маньяка, ещё одно не представилось возможным обнаружить, так как поверх места захоронения была проложена железная дорога. Ещё как минимум девять жертв Тюрин, по его же собственному признанию, утопил в Уткиной Заводи, однако дно водоёма было настолько илистым, что обнаружить тела не смогли даже аквалангисты. В итоге Тюрин был обвинён в совершении 14 убийств.
4 мая 1947 года дело Филиппа Тюрина было передано в суд, который вскоре приговорил маньяка к высшей мере наказания — смертной казни через расстрел. Приговор был приведён в исполнение в 1947 году.

## В массовой культуре
- Документальный фильм «Восставший из ада» из цикла «Легенды советского сыска» (2012)
- Документальный фильм «Филипп Кровавый» из цикла «Следствие вели» (2015)